# Иван Кольцо

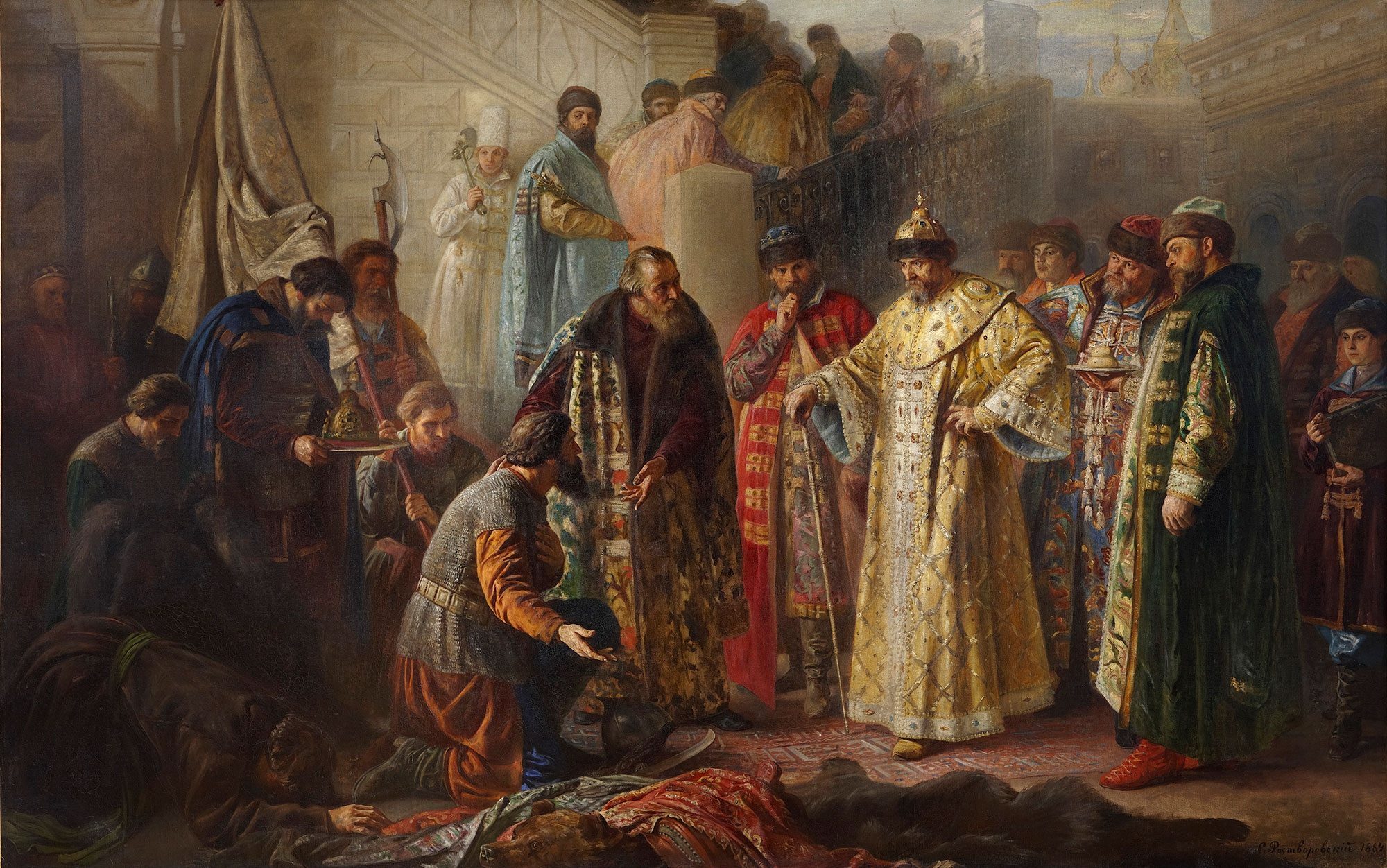
Посланники от Ермака у красного крыльца перед Иваном Грозным. Картина С. Р. Ростворовского, 1884 год

Ива́н Кольцо́ (встречается отчество Ю́рьевич) или Кольцо́в (? — 1583) — волжский казак, атаман, сподвижник Ермака Тимофеевича.

## Биография
Из волжских казаков. За разбои на Волге (1579), ограбление ногайских послов и погром в столице Ногайской Орды г. Сарайчике (1581) осуждён Иваном IV на смерть. Спасаясь от наказания, пришёл вместе с Ермаком к Строгановым отправился с ним для покорения Сибири (1581/1582). Участвовал во многих битвах и внёс весомый вклад в покорение царства Кучума. 

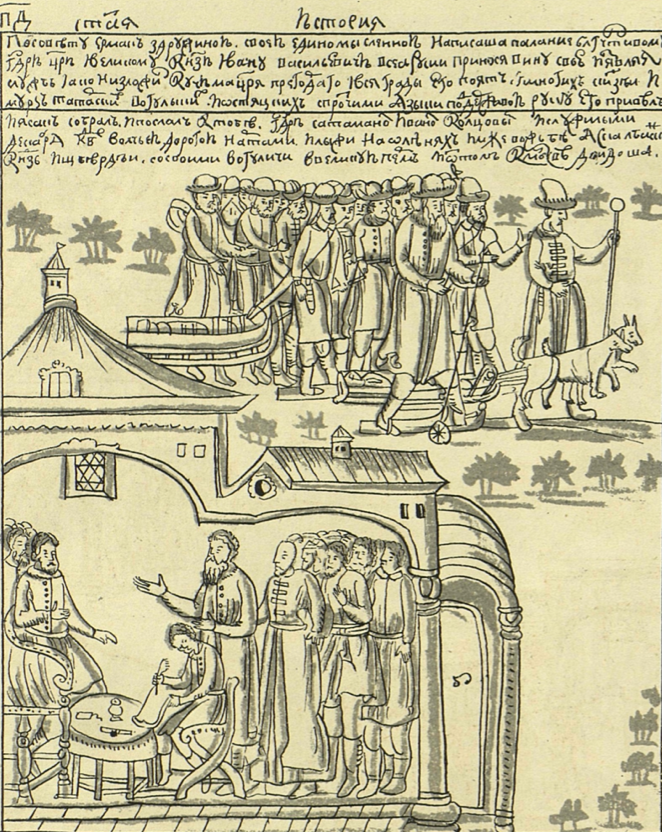
"Ермак написал послание благочестивому царю и великому князю всея Руси Ивану Васильевичу: "Низложил Кучума царя спесивого, и все города его захватил <...> и послал к тебе, государю, с атаманом Иваном Кольцовым и казаками в 26 день декабря". Оттуда и в Москву пришли. Миниатюра и текст Ремезовской летописи

После взятия Искера — Ермак отправил его в Москву с ясаком, «бить челом» царю Ивану IV новым царством — Сибирским и написал челобитную о прощении служилых людей за прежние свои разбойнические преступления и просил прислать воеводу, который принял бы правление Сибирью (1582 год). Царь принял казаков милостиво, одарил всех подарками, в Соборной церкви отслужен молебен, нищим розданы деньги. Все время пребывания в Москве оплачивалось из государственной казны.
Иван Кольцо вернулся 1 марта 1583 с войском из 300 стрельцов под воеводством князя Семёна Дмитриевича Болховского, с похвальной царской грамотой с прощением всех прежних злодеяний, жалованьем атаманам и дарами. Лично Ермаку Тимофеевичу царь прислал два дорогих панциря, серебряный ковш и шубу, которую носил сам царь, всем казакам в подарок сукно.
С разрешения царя, Кольцо подбирал на обратном пути желающих переселиться в Тобольский край и привёз нескольких священников.
По просьбе мурзы Карачи — Ермак отправил Кольцо с 40 казаками для защиты его от ногаев (10 сентября 1583), но Карача изменнически перебил весь отряд вместе с атаманом († конец 1583).

## В художественной литературе
- Роман «Князь Серебряный» А. К. Толстого (1863) является своего рода прелюдией к известной из исторических источников биографии Ивана Кольцо. Согласно сюжету, Иван Кольцо якобы ранее был известен как разбойничий атаман по кличке Ванюха Перстень.
- Иван Кольцо — один из главных героев исторической повести Т. С. Грица «Ермак» (1941).
- Иван Кольцо фигурирует также в других произведениях художественной литературы, посвященной Ермаку и его походу в Сибирь, в частности, романе П. Н. Краснова «С Ермаком на Сибирь» (1929), повести В. Г. Яна «Поход Ермака» (1939), романах Е. А. Фёдорова «Ермак» (1955), В. П. Гнутова «Подвиг Ермака» (1986) и др.
- Иван Кольцо является эпизодическим персонажем книги 3-й (гл. V) исторической эпопеи В. И. Костылева «Иван Грозный» (1947), где он выведен в качестве предводителя ватаги беглых крестьян и волжских разбойников, действовавшей в окрестностях Васильсурска (1579).
- Иван Кольцо является эпизодическим персонажем фантастических романов Михаила Ланцова «Лжедмитрий. Игра за престол» и «Лжедмитрий. Новая заря». По сюжету романов, Иван выжил после попытки убийства и инкогнито вернулся в Сечу.

## В экранизациях
- В фильме «Царь Иван Грозный » (1991) — роль Ивана Кольцо исполняет Владимир Антоник.
- В фильме «Гроза над Русью » (1992) — роль Ивана Кольцо исполняет Александр Соловьёв.
- В сериале «Ермак» (1996) — роль Ивана Кольцо исполняет Никита Джигурда.